# Юлиан от Панония
Марк Аврелий Сабиний Юлиан (на латински: Marcus Aurelius Sabinus Iulianus), известен и като Юлиан I или Юлиан от Панония, е узурпатор на властта в Римската империя, който въстава срещу император Карин през 284 г. в Панония, където е губернатор. Издава монети в град Сисак. Начело на дунавските части Юлиан тръгва към Рим, но е пресрещнат от императора най-вероятно някъде в Илирик или пред Верона, където загива в последвалата битка в началото на 285 година.
Аврелий Виктор споменава за друг узурпатор на име Юлиан, който се вдига против Карин, но в Северна Африка. Трети Юлиан бива споменат като узурпатор в Италия по времето на Максимиан.